# Vildé-Guingalan
Vildé-Guingalan (en bretó Gwilde-Gwengalon, gal·ló Vildéu-Gengalan) és un municipi francès, situat a la regió de Bretanya, al departament de Costes del Nord. L'any 2006 tenia 1.137 habitants.

## Demografia
| 1962                                       | 1968 | 1975 | 1982 | 1990 | 1999 |
| ------------------------------------------ | ---- | ---- | ---- | ---- | ---- |
| 568                                        | 594  | 644  | 793  | 820  | 878  |
| Des de 1962: població sense dobles comptes |      |      |      |      |      |

## Administració
| Període   | Identitat          | Partit |
| --------- | ------------------ | ------ |
| 1983-1989 | Emile Crochet      |        |
| 1989-2001 | Germain Auffray    |        |
| 2001-2008 | Paulette Lhermitte |        |
| 2008-     | Jean-Yves Juhel    |        |